# Dorylus staudingeri
Dorylus staudingeri é uma espécie de formiga do gênero Dorylus.